# Homaliodendron spinosum
Homaliodendron spinosum är en bladmossart som beskrevs av Tamás Pócs 1966 [1967. Homaliodendron spinosum ingår i släktet Homaliodendron och familjen Neckeraceae. Inga underarter finns listade i Catalogue of Life.